# Campeonato Paraense de Futebol Feminino Sub-20 de 2019
O Campeonato Paraense Feminino Sub-20 de 2019 foi a primeira edição deste evento esportivo, um torneio estadual de futebol feminino organizado pela Federação Paraense de Futebol (FPF).
O torneio compreendeu quatro distintas fases e envolveu a participação de um total de quatro clubes, ocorrendo no período de 9 a 29 de junho. A fase de grupos foi marcado por confrontos entre os participantes em partidas de ida, uma fase inicial crucial para determinar os finalistas. Das equipes envolvidas, apenas as duas mais bem-sucedidas avançaram para a decisão em partida única.
O título da edição foi conquistado pelo Paysandu, que triunfou a decisão em jogo único contra o ESMAC, no Centro Esportivo da Juventude (CEJU).

## Formato e participantes
O regulamento da competição foi organizado em duas fases distintas. Na primeira, os quatro clubes participantes se enfrentaram em jogos de turno único, e os dois melhor colocados avançaram para final em jogo único.
| Equipe        | Cidade     |
| ------------- | ---------- |
| Cabanos       | Ananindeua |
| ESMAC         | Ananindeua |
| Paysandu      | Belém      |
| Tiradentes-PA | Belém      |

## Primeira fase
A primeira rodada da competição ocorreu em 9 de junho e se destacou pelas goleadas da ESMAC e Paysandu, que juntos marcaram 15 gols em apenas duas partidas. Em 23 de junho, ambos os clubes se classificaram para decisão com o término da primeira fase.
Partidas
Legenda:      Vitória do mandante —      Vitória do visitante —      Empate 

## Final
Em 29 de junho, o Paysandu conquistou o título do torneio ao vencer a ESMAC por 2–0, com gols de Anne e Micaely ainda no primeiro tempo.
| 29 de junho | ESMAC | 0 — 2 | Paysandu                   | Centro Esportivo da Juventude (CEJU), Belém |
| 9h30min     |       |       | 9' Anne (p.) · 20' Micaely |                                             |